# Saint-Louis (Reunião)
Saint-Louis é uma comuna francesa no departamento ultramarino de Reunião. Estende-se por uma área de 98.90 km², e possui 53.589 habitantes, segundo o censo de 2018, com uma densidade de 540 hab/km².